# شینگو کوندو
شینگو کوندو (ژاپنی: 近藤 慎吾؛ زادهٔ ۲۳ فوریهٔ ۱۹۸۷) یک بازیکن فوتبال اهل ژاپن است.
از باشگاه‌هایی که در آن بازی کرده‌است می‌توان به باشگاه فوتبال میتو هولیهوک اشاره کرد.